# Foneem
Een foneem (van Oudgrieks φωνή, phōnḗ, geluid, toon, stem, taal) is een verzameling klanken die alle dezelfde betekenisonderscheidende functie hebben. Zo wordt bijvoorbeeld een r door verschillende sprekers verschillend uitgesproken, maar daarmee is steeds het zelfde foneem /r/ bedoeld. In verschillende talen kan eenzelfde foneem door verschillende letters of combinaties daarvan worden weergegeven.

## Fonemen versus allofonen
Een groot aantal verschillende klanken kan voor een spreker van een taal als varianten (allofonen) van een bepaald foneem worden beschouwd. Het mechanisme dat daaraan ten grondslag ligt, heet categorische perceptie.
De labiale stemhebbende plosief aan het begin van het woord bak klinkt uit de monden van tien verschillende sprekers steeds anders, maar die tien verschillende klanken worden alle tien tot hetzelfde foneem /b/ gerekend. Als die klanken vervangen worden door klanken die onder het foneem /d/ (de alveolaire plosief) vallen, dan is dak te horen. Dat is een woord met een andere betekenis en daarom worden die klanken tot een ander foneem gerekend. Dit betekent dat de woorden bak en dak in het Nederlands een minimaal paar vormen.

## Fonemen in verschillende talen
Klanken die fonemen zijn in een taal, hoeven dit niet te zijn in andere talen. Een taal als het Arabisch onderscheidt tussen een velare plosief die zoals de Nederlandse k wordt uitgesproken (de kaf) en een soortgelijke klank die diep in de keel wordt uitgesproken (de qaf). Het Arabische woord qalb, dat hart betekent, vormt een minimaal paar met kalb, hond; de /q/ en /k/ zijn hier dus betekenisonderscheidend. In het Nederlands zou de uitspraak van een woord als kraan wellicht vreemd klinken als de k diep in de keel zou worden gearticuleerd. Toch zou er geen andere betekenis aan worden toegekend dan bij de normale uitspraak van het woord. In tegenstelling tot het Arabisch zijn de /k/ en /q/ in het Nederlands dus geen afzonderlijke fonemen.
In het Nederlands worden de klanken /ɦ/ en /ɣ/ onderscheiden, zoals in de minimale paren hier/gier en heus/geus. De /h/ en /ɣ/ zijn dus verschillende fonemen.
Het Spaans kent alleen /x/, de stemloze variant van /ɣ/ (meestal geschreven met een j) en in het Engels alleen /h/, dat meer wrijving kent dan /ɦ/. Voor Engels- en Spaanstalige sprekers klinken ze vrijwel identiek. In hun talen zijn het dus geen verschillende fonemen. Een Spanjaard die Engels spreekt, zal dus een /x/ laten horen in plaats van een /h/ en een Engelsman vindt dat niet slecht. Een Nederlander vindt echter dat de Spanjaard zijn Engels erbarmelijk uitspreekt.
Overigens is het ook zo dat verschillende varianten van dezelfde taal ook verschillende fonemen kunnen hebben. Zo spreken sommige Nederlandstaligen de middelste klank van de woorden lachen en vlaggen verschillend uit, terwijl anderen dat onderscheid niet maken. Voor de laatste groep geldt dat deze medeklinker slechts twee allofonen van hetzelfde foneem zijn (de g in respectievelijk legt en legde). In dit geval geldt dus dat een klank die in een bepaalde variant niet als foneem bestaat, dat wel doet als allofoon. Dit hoeft echter niet altijd zo te zijn. In het Engels bijvoorbeeld spreken sommigen de woorden witch en which verschillend uit, maar degenen die dat niet doen, gebruiken de met wh weergegeven klank ook niet als allofoon en spreken hem altijd uit als in witch.
Naast oorspronkelijke fonemen kan een taal ook leenfonemen hebben, fonemen die samen met de leenwoorden waarin ze voorkomen, zijn overgenomen. In het Nederlands is dit bijvoorbeeld het foneem /g/ in het van oorsprong Engelse goal. Als allofoon van /k/ is deze klank niet zeldzaam in het Nederlands (voorbeeld zakdoek), maar als foneem komt hij alleen in leenwoorden voor. Een soortgelijk voorbeeld is de lange klinker /ɔː/ in de tweede lettergreep van het uit het Frans ontleende controle, maar als foneem slechts in leenwoorden. Wat betreft het laatstgenoemde voorbeeld is het vermeldenswaardig dat klinkerlengte in Franse woorden net als bij oorspronkelijk Nederlandse woorden allofonisch is, maar dat in sommige Franse woorden die het Nederlands heeft overgenomen, de klinkerlengte fonematisch is geworden. In het woord horen kan op grond van het feit dat de /o/ door een r wordt gevolgd, geconcludeerd worden dat de o langer moet worden uitgesproken dan in bijvoorbeeld hopen, maar voor de tweede o in controle gelden de Franse regels voor het bepalen van de klinkerlengte. In het Nederlands betekent dit dat de lengte onvoorspelbaar is en dat gewoon bekend moet zijn dat de desbetreffende klinker lang is. Overigens wordt in het Frans contrôle tegenwoordig uitgesproken als [kɔntʁoːl] in plaats van als [kɔntʁɔːl] en is er sprake van een leenfoneem dat in de taal van oorsprong zelfs als allofoon niet meer bestaat.

## Transcriptie
De gangbare conventie is om foneem-symbolen te noteren tussen schuine strepen. Fonemen worden meestal getranscribeerd volgens het internationaal fonetisch alfabet.

## Toepassingen
Bij spraakherkenning en spraaksynthese wordt niet alleen gebruikgemaakt van fonemen, maar ook van difonen. Dit zijn klanken die worden gevormd uit delen van twee fonemen, waarbij de overgangen tussen fonemen een belangrijke rol spelen.